# Isabella Bresegna
(Mario Di Leo, Amor prigioniero, II.)
Isabella Bresegna o Brisegna, italianizzazione del nome spagnolo Isabel Briceño y Arévalo (Spagna, 1510 circa – Chiavenna, 8 febbraio 1567) è stata una nobildonna spagnola vissuta prevalentemente in Italia, di fede riformata.

## Biografia
Nacque probabilmente in Spagna intorno al 1510. I suoi genitori erano Cristóbal Briceño, signore di Piquillos e Villaquejida e la sua consorte Isabel della Caprona. Fu educata a Napoli, dove sposò nel 1527 il nobile capitano spagnolo Garcia Manrique de Lara y Mendoza (fratello di Diego Hurtado de Mendoza y Silva, I marchese di Cañete e viceré di Navarra). Ebbero diversi figli, tra cui Jorge, che fu un militare come il padre; Pedro, che fu amministratore di Vespasiano Gonzaga e I conte di Binasco; María Maximiliana, consorte del nobile boemo Vratislav von Pernstein.

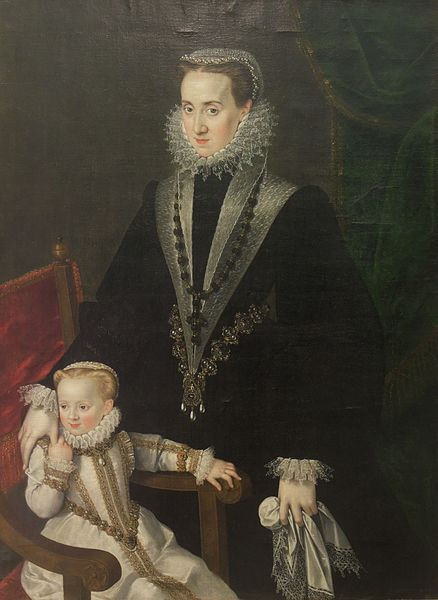
Ritratto della figlia María Maximiliana

Nel 1536 Isabella ascoltò il famoso predicatore Bernardino Ochino, rimanendo affascinata dalla sua eloquenza; conobbe tanto il noto intellettuale spiritualista Juan de Valdés che Giulia Gonzaga, tutte persone che nascondevano il rifiuto della fede cattolica.
Nel 1547 il marito fu nominato governatore di Parma e Piacenza, che faceva parte dello Stato di Milano, possedimento spagnolo, e Isabella lo raggiunse l'anno dopo. Dovendo questi assentarsi spesso dalla città per i suoi doveri militari, la moglie finì per assumersi anche incarichi di governo. Ma mantenne contatti con personalità di fede protestante, come Renata di Francia, alla quale rese visita nel 1551, partecipando all'eucaristia protestante, la "cena del Signore".
Nel 1553 il frate Lorenzo Tizzano, che era stato per due anni a suo servizio, fu incarcerato a Padova dall'Inquisizione, compromettendo molte persone, tra le quali Isabella Bresegna. Analoga fu la confessione del frate Giovanni Laureto il quale, incarcerato a Venezia, confessò di essere anabattista e di essere stato anch'egli a servizio della Bresegna a Piacenza, insieme con l'anabattista abate Girolamo Busale, segretario di Isabella. Anche se queste testimonianze non l'accusavano direttamente, il fatto di essersi circondata di così tante persone non cattoliche la rendeva fortemente sospetta agli occhi dell'Inquisizione.
Nel 1555 Piacenza passò nelle mani dei Farnese e i coniugi si trasferirono a Milano. Due anni dopo la Bresegna abbandonò l'Italia per sempre, forse dapprima trasferendosi a Vienna, presso una figlia che aveva sposato un cortigiano di Massimiliano II, di qui a Tubinga, ospite di Pier Paolo Vergerio e poi, l'anno dopo, a Zurigo, ospite di una signora insieme con il figlio Pietro e un altro esule italiano: il mantenimento le veniva assicurato da Giulia Gonzaga.
Celio Secondo Curione, professore a Basilea, le dedicò l'edizione, da lui curata, delle opere di Olimpia Morata e l'Ochino, allora pastore della comunità italiana a Zurigo, dedicò a lei, «molto singolare e diletta sposa di Christo», la Disputa intorno alla presenza del corpo di Giesù Christo nel Sacramento della Cena, apparsa a Basilea nel 1561.
Non si trovò bene a Zurigo, per le dispute teologiche allora in corso su questioni che dovevano apparirle inessenziali, e per la diversità della lingua. Nel 1561 si trasferì definitivamente a Chiavenna; qui forse ebbe contatti con anabattisti, la cui dottrina, che aveva ben conosciuto in Italia, estranea alle sottigliezze della teologia, doveva esserle più congeniale. Forse per questo motivo il Curione non la omaggiò nella seconda edizione delle opere della Morata, stampata nel 1562 e dedicata invece a Elisabetta I d'Inghilterra.